# Klaus (Austria)
Klaus è un comune austriaco di 3 117 abitanti nel distretto di Feldkirch, nel Vorarlberg.